# Joachim Mattern
Joachim Mattern   (Beeskow, 2 de maig de 1948) és un piragüista alemany, ja retirat, que va competir sota bandera de la República Democràtica Alemanya durant les dècades de 1960 i 1970.
El 1972 va prendre part en els Jocs Olímpics d'Estiu de Múnic, on fou va disputar dues proves del programa de piragüisme. En el K-1 1.000 metres fou sisè, mentre en el K-4 1.000 metres quedà eliminat en sèries. Quatre anys més tard, als Jocs de Mont-real, tornà a disputar dues proves del programa de piragüisme. Fent parella amb Bernd Olbricht guanyà la medalla d'or en K-2 500 metres i la de plata en el K-2 1.000 metres.
En el seu palmarès també destaquen cinc medalles al Campionat del Món en aigües tranquil·les, una d'or, dues de plata i dues de bronze entre les edicions de 1970 i 1977. A nivell nacional guanyà vuit campionats de la República Democràtica Alemanya entre 1969 i 1978.
Una vegada retirat va exercir d'entrenador, primer de la selecció de la República Democràtica Alemanya i una vegada reunificat el país de la selecció alemanya fins al 2005 i novament el 2009.